# Knock Knock
Knock Knock är en thrillerfilm från 2015 regisserad av Eli Roth, som även skrev manuset tillsammans med Guillermo Amoedo och Nicolás López. I filmen spelar Keanu Reeves, Lorenza Izzo och Ana de Armas. Filmen släpptes den 9 oktober 2015 av Lionsgate Premiere. Knock Knock är en nyinspelning av Death Game (inspelad 1974, släpptes inte förrän 1977), som regisserades av Peter S. Traynor och med Sondra Locke och Colleen Camp i huvudrollerna. Alla tre personerna hade en del i produktionen av Knock Knock, medan Camp också hade en cameo i den nyare filmen.

## Rollista
| Keanu Reeves     | – Evan Webber           |
| Ana de Armas     | – Bel                   |
| Lorenza Izzo     | – Genesis               |
| Ignacia Allamand | – Karen Alvarado Webber |
| Dan Baily        | – Jake Webber           |
| Megan Baily      | – Lisa Webber           |
| Aaron Burns      | – Louis                 |
| Colleen Camp     | – Vivian                |
| Otto             | – Monkey                |